# Georges Henripark
Het Georges Henripark (Frans: Parc Georges Henri) is gelegen naast het Meudonplein en aan de Georges Henrilaan in de gemeente Sint-Lambrechts-Woluwe in het Brussels Hoofdstedelijk Gewest. Het park is aangelegd op de vroegere Begraafplaats van Etterbeek.

## Beschrijving
Het Georges Henripark bevindt zich op de plek van de voormalige Begraafplaats van Etterbeek. Deze begraafplaats werd in 1897 aangelegd op een perceel van drie hectare door de Ondernemingen Ruelens, een steenbakkerij in Sint-Lambrechts-Woluwe. Vanaf 1966 werd de begraafplaats niet meer gebruikt. Dankzij opname als groengebied in het Gewestplan van de toenmalige Brusselse Agglomeratie kon de site bewaard blijven. 
De omvorming tot park vond plaats van 1987 tot 1989 onder leiding van de landschapsarchitecten Jean-Noël Capart en Jacques Boulanger-Français. Het tracé en de breedte van de lanen van de voormalige begraafplaats werden gerespecteerd. De bestrating werd uitgevoerd met oude grafstenen. De monumentale toegang aan de zijde van het Meudonplein is behouden gebleven evenals de twee obelisken die net voor de ingang staan.  
In het park staat het Ravensbrückmonument. Ook bevinden zich een sportterrein, een speelplein en een schaats- en skateboardpiste in het park.

## Openbaar vervoer
Het park is bereikbaar met de lijnen 27, 28 en 80 van de Brusselse stadsbus (halte Meudon), en via metrostation Gribaumont.

## Fotogalerij

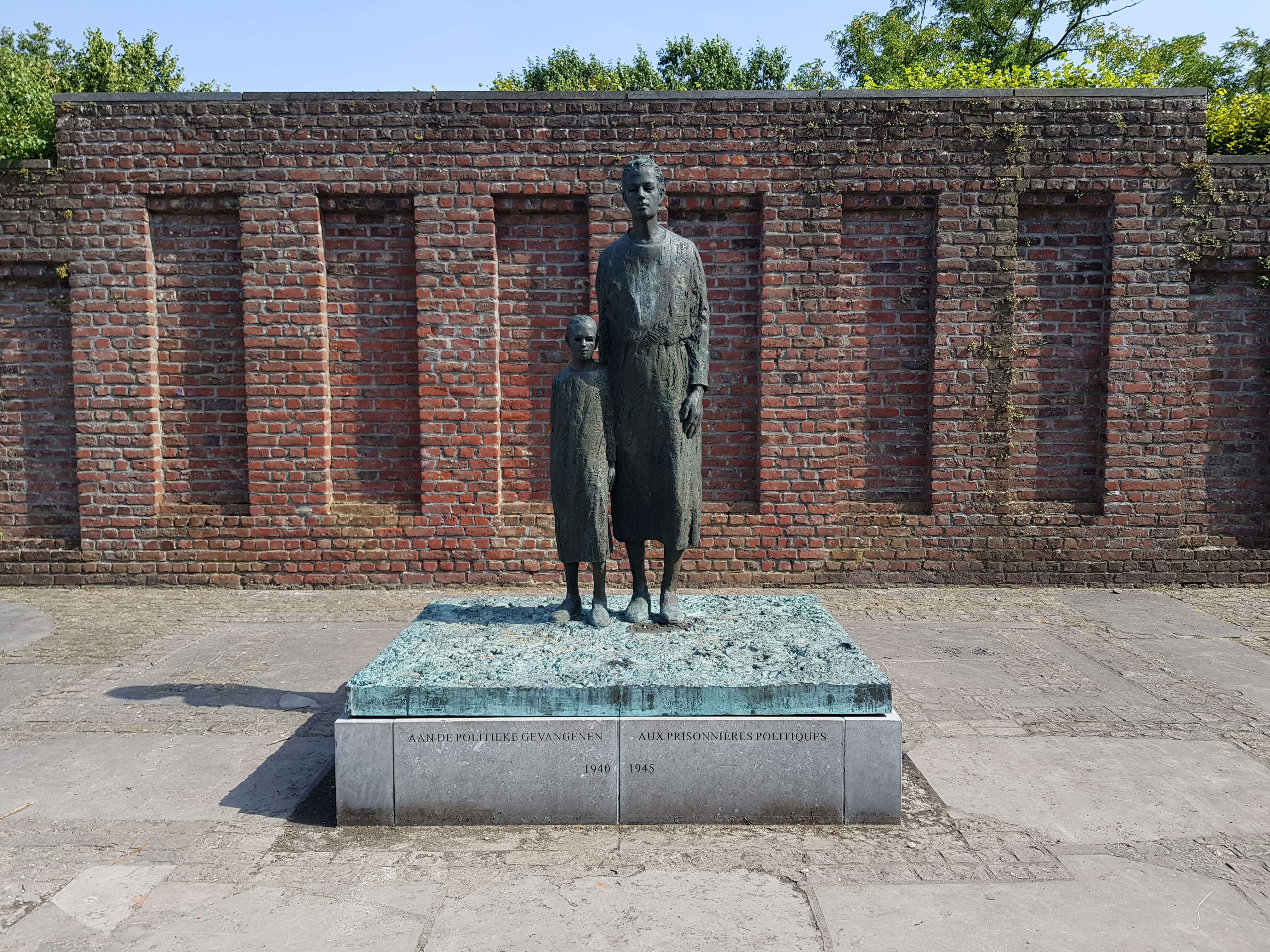
Monument "Ravensbrück"
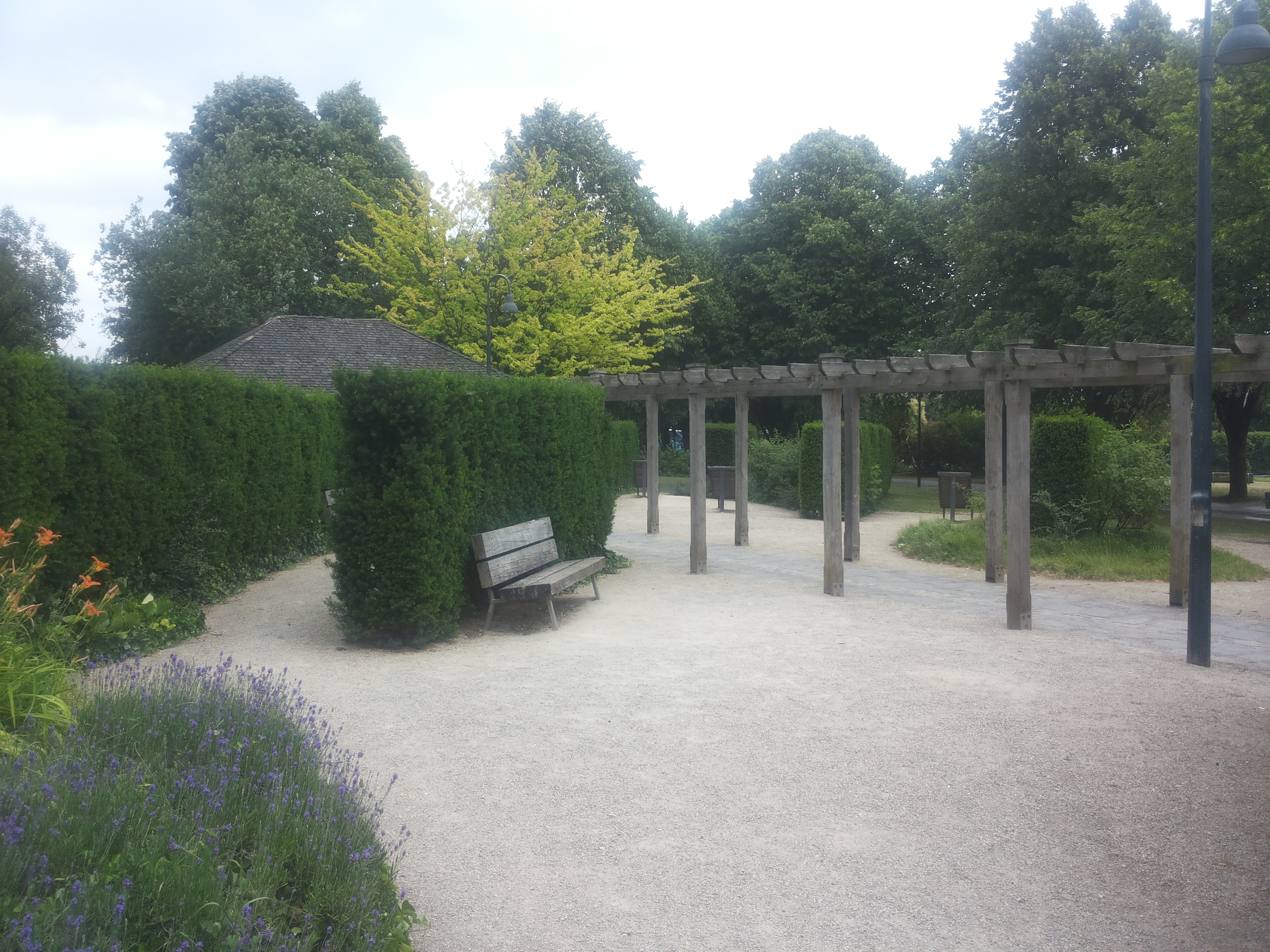
Pergola